# Samtgemeinde Geestequelle
Samtgemeinde Geestequelle er en Samtgemeinde med 5 kommuner, beliggende i Landkreis Rotenburg (Wümme), i den nordlige del af den tyske delstat Niedersachsen. Samtgemeindens administration ligger i byen Oerel

## Geografi
Samtgemeinden består af kommunerne:
1. Alfstedt
2. Basdahl
3. Ebersdorf
4. Hipstedt
5. Oerel

I Hipstedt, i Samtgemeinde Geestequelle, ligger udspringet til floden Geeste , som er den nordligste biflod til Weser og munder ud i denne i Bremerhaven. Samtgemeinden har navn efter Geeste, og den findes også i dens våben.